# Кріс Ву
Ву Іфань (кит.: 吴亦 凡; нар. 6 листопада 1990, Гуанчжоу), найбільш відомий як Кріс Ву (англ. Kris Wu) — канадсько-китайський репер, автор пісень, композитор, актор, тік-токер і модель. Також в досконало володіє трьома мовами — китайською (мандаринський і кантонський діалекти), корейською і англійською, а також непогано розмовляє японською. Колишній учасник підгрупи EXO-M, також її колишній лідер. Включений до складу журі Rap of China. У 2014 році офіційно покинув гурт. Коли навчався в Канаді, захоплювався баскетболом. З 2018 року використовує популярний додаток для зйомки відео TikTok. Після свого третього відео на якому він «смішно» їсть салат швидко набирає популярність, і отримує верифікацію від ТікТока.
У 2021 був заарештований за підозрою про зґвалтування неповнолітніх. Зараз знаходиться під слідством.

## Дискографія
- Antares (2018)

## Нагороди і номінації
| Рік  | Нагорода                                                                      | Категорія                                    | Робота                 | Результат | Прим.  |
| ---- | ----------------------------------------------------------------------------- | -------------------------------------------- | ---------------------- | --------- | ------ |
| 2014 | Esquire Man at His Best Awards 2014                                           | Newcomer of the Year                         | Н/Д                    | Перемога  | [ 4 ]  |
| 2014 | Sohu Fashion Awards                                                           | Asian Fashion Icon of the Year               | Н/Д                    | Перемога  |        |
| 2015 | Sina 15th Anniversary                                                         | Outstanding Youth Award                      | Н/Д                    | Перемога  | [ 5 ]  |
| 2015 | 22nd Beijing College Student Film Festival                                    | Best New Actor                               | Somewhere Only We Know | Номінація |        |
| 2015 | 3rd China International Film Festival London                                  | Best New Actor                               | Somewhere Only We Know | Перемога  | [ 6 ]  |
| 2015 | 3rd China International Film Festival London                                  | Best Actor                                   | Somewhere Only We Know | Номінація |        |
| 2015 | Asian Influence Awards                                                        | Most Influential Male God                    | Н/Д                    | Перемога  | [ 7 ]  |
| 2015 | NetEase Attitude Awards                                                       | Idol With Most Attitude on the Silver Screen | Н/Д                    | Перемога  | [ 8 ]  |
| 2016 | Sina Weibo Awards                                                             | Weibo King                                   | Н/Д                    | Перемога  | [ 9 ]  |
| 2016 | Sina Weibo Awards                                                             | Strong New Actor                             | Mr. Six                | Перемога  | [ 9 ]  |
| 2016 | GMIC X Annual Awards                                                          | Mainland China Actor of the Year             | Mr. Six                | Перемога  | [ 10 ] |
| 2016 | 19th Shanghai International Film Festival                                     | Newcomer with the Most Media Attention       | Sweet Sixteen          | Перемога  | [ 11 ] |
| 2016 | Fresh Asia Awards                                                             | Most Influential Male Singer of the Year     | «Bad Girl»             | Перемога  | [ 12 ] |
| 2016 | 29th Tokyo International Film Festival Gold Crane Awards Ceremony (TIFFJAPAN) | Best Actor                                   | Sweet Sixteen          | Перемога  | [ 13 ] |
| 2016 | The 10th Migu Music Awards                                                    | Most Popular Male Singer of the Year (China) | Н/Д                    | Перемога  | [ 14 ] |
| 2016 | The 10th Migu Music Awards                                                    | Top 10 Songs of the Year                     | «July»                 | Перемога  | [ 14 ] |
| 2016 | Tencent Entertainment White Paper                                             | Celebrity of the Year                        | Н/Д                    | Перемога  | [ 15 ] |

### Forbes China Celebrity 100
| Рік  | Місце | Прим.  |
| ---- | ----- | ------ |
| 2015 | 42-ге | [ 16 ] |
| 2017 | 10-те | [ 17 ] |
| 2019 | 10-те | [ 18 ] |
| 2020 | 8-ме  | [ 19 ] |